# ベネ・イスラエル

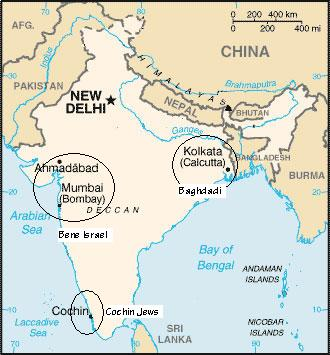
丸で囲まれている部分はユダヤ人が多く住む地域

ベネ・イスラエル（Bene Israel）とは、インド原住のユダヤ人を指す言葉である。ヘブライ語では『イスラエルの子』を意味する。
最も有名なアジア系ユダヤ人は、「ブナイ・イスラエル（B'nai Israel）」と呼ばれるボンベイのユダヤ人である。この共同体は約1500年前のインドまで遡る。その中心はボンベイ（ムンバイ）とコーチン（コチ）であった。
今日インドのユダヤ人は軍、政府、産業で重要な位置にあることが多い（例:インド人民党の安全保障顧問と、ゴア州・パンジャブ州知事を務めたJ. F. R. ジェイコブ中将など）。

## ブナイ・メナシェ
別のブナイ・メナシェは、ユダヤ遺産の古代インド人の集まりであるとされる。大半はイスラエル（アリヤー）に移住し、再びユダヤ教に改宗するための試練にあった。ブナイ・メナシェは自分たちが古代イスラエル人の子孫であると主張し、古代イスラエルの12部族の一つ、メナシェ（メナセ、マナセ）族の名前に触れている。

## ギャラリー

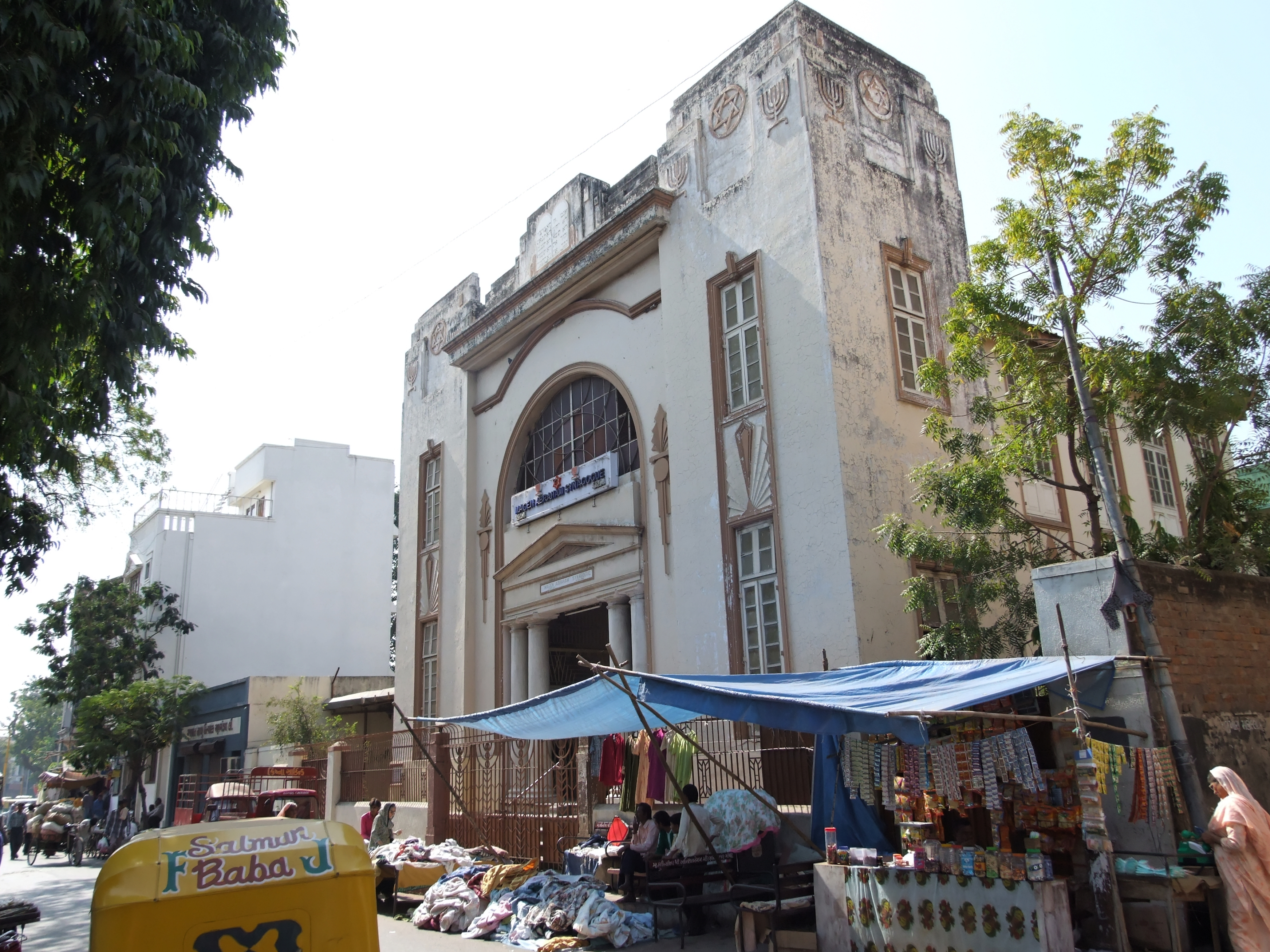
アフマダーバードに建っているシナゴーグ
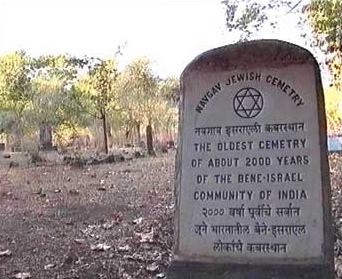
ムンバイのベネ・イスラエル墓地